# Oxyopes tapponiformis
Oxyopes tapponiformis là một loài nhện trong họ Oxyopidae.
Loài này thuộc chi Oxyopes. Oxyopes tapponiformis được Embrik Strand miêu tả năm 1911.